# Ian Sharp
Ian Sharp (Clitheroe, 13 novembre 1946) è un regista cinematografico e televisivo inglese.